# Ýokary Liga (1995)
Ýokary Liga (1995) – 4. edycja najwyższej piłkarskiej klasy rozgrywkowej w Turkmenistanie. W rozgrywkach wzięło udział 12 drużyn, grając najpierw systemem kołowym w 2 rundach. Najlepsza szóstka potem systemem kołowym w 2 rundach walczyła o mistrzostwo, a drużyny z 7 do 12 miejsc zmagała się o utrzymanie w lidze. Tytuł obroniła drużyna Köpetdag Aszchabad. Tytuł króla strzelców zdobył Rejepmyrat Agabaýew, który w barwach klubu Nisa Aszchabad strzelił 41 goli.

## Tabela końcowa
|   | Klub               | M  | Z  | R | P  | Br+ | Br- | Br+/- | Pkt | Uwagi  |
| 1 | Köpetdag Aszchabad | 32 | 27 | 3 | 2  | 116 | 15  | +101  | 84  | Mistrz |
| 2 | Nisa Aszchabad     | 32 | 25 | 4 | 3  | 106 | 31  | +75   | 79  |        |
| 3 | Nebitçi Nebitdag   | 32 | 19 | 4 | 9  | 87  | 44  | +43   | 61  |        |
| 4 | Turan Taşauz       | 32 | 17 | 5 | 10 | 49  | 32  | +17   | 56  |        |
| 5 | Merw Mary          | 32 | 14 | 5 | 13 | 50  | 51  | -1    | 47  |        |
| 6 | FK Büzmeýin        | 32 | 12 | 4 | 16 | 38  | 45  | -7    | 40  |        |

Zespoły walczące w grupie spadkowej:
- Babadaýhan FK
- Hlopkowik Çärjew
- Lebap Çärjew
- Şagadam Turkmenbaszy
- UORT Aszchabad - promowany z D2
- Wass Daszoguz - promowany z D2